# Шрофф, Тайгер
Тайгер Шрофф (хинди टाइगर श्रॉफ, англ. Tiger Shroff, настоящее имя — Джай Хемант Шрофф; род. 2 марта, 1990 года, Бомбей, Индия) — индийский актёр и мастер боевых искусств. Сын известного киноактёра Джеки Шрофф и продюсера Айеши Датт.

## Биография
Тайгер родился 2 марта 1990 года в Мумбаи, в семье известного актёра Джеки и его жены, продюсера, бывшей модели и актрисы Айеши. Имеет младшую сестру Кришну. Она является исполнительным продюсером и ассистентом режиссёра. Имеет смешанное происхождение, по отцовской линии он гуджаратец и уйгур, по материнской линии бельгиец и бенгалец.
Окончил Американскую школу в Бомбее. Помогал Аамиру Хану достичь нужной физической формы для съёмок в фильме «Байкеры 3». Имеет пятую степень чёрного пояса по тхеквон-до.
В сентябре 2009 года, по его словам, отказался от ведущей роли в ремейке телесериала «Новобранец». В мае 2011 года, пошли слухи, что Аамир Хан хотел снять его в новом проекте, однако новость оказалась ложной.
В июне 2012 года он наконец подписал контракт и дебютировал в фильме «Право на любовь» вместе с моделью и актрисой Крити Санон, которая на тот момент уже имела на счету один фильм на телугу.
Фильм, выпущенный в 2014 году, имел коммерческий успех, несмотря на смешанные отзывы критиков. За свою роль Тайгер получил положительные отзывы от критиков, в основном, хвалящие его танцевальные навыки и способность выполнять трюки. Эта роль также принесла ему несколько различных кинопремий.
В 2016 году Тайгер вместе с Шраддхой Капур снялся в боевике-драме «Бунтарь», имевшем коммерческий успех. В том же году был выпущен супергеройский фильм «Летающий Джатт», который провалился в прокате, в отличие от двух предыдущих фильмов Тайгера, и ставший первым провалом в его карьере.
В 2017 году вышел фильм Munna Michael, который рассказывает о человеке, являющимся большим фанатом Майкла Джексона. В реальной жизни в 2014 году Тайгер сделал видеоролик, где он исполняет его танец, а также выступал с таким же номерами на нескольких церемониях вручения кинопремий. Его партнёршей стала Ниддхи Агервал, фотомодель и опытная танцовщица, для которой этот фильм стал дебютом в кино. Фильм получил негативные отклики критиков и провалился в прокате.
Вышедший в 2018 году, «Бунтарь 2», где Тайгер снова сыграл в паре с Дишей Патани, несмотря на негативную оценку критиков, за несколько дней стал блокбастером.
В 2019 году Тайгер снялся в фильме «Студент года 2», который является продолжением одноимённого фильма 2012 года, и где дебютировали известная танцовщица, певица и теле-актриса Тара Сутария и начинающая актриса Ананья Пандей, дочь известного актёра Чанки Пандея. Фильм заработал коммерческий успех и положительную оценку со стороны критиков. Сейчас Тайгер снимается в фильме Fighters с Ритиком Рошаном. Он также подписан на индийский ремейк фильма «Рэмбо», первый постер к которому был выпущен в 2017 году, но из-за занятости ведущего актёра, фильм отложили на 2019 год.

## Личная жизнь
С 2016 года встречается с актрисой Дишей Патани. Вегетарианец и сторонник здорового образа жизни.

## Фильмография
| Год  |   | Русское название | Оригинальное название | Роль                  |
| ---- | - | ---------------- | --------------------- | --------------------- |
| 2014 | ф | Право на любовь  | Heropanti             | Баблу                 |
| 2016 | ф | Бунтарь          | Baaghi                | Ронни                 |
| 2016 | ф | Летающий Джатт   | A Flying Jatt         | Аман / Летающий Джатт |
| 2017 | ф | Мунна Майкл      | Munna Michael         | Мунна                 |
| 2018 | ф | Бунтарь 2        | Baaghi 2              | Ронни                 |
| 2019 | ф | Студент года 2   | Student of the Year 2 | Рохан Сачдев          |
| 2019 | ф | Бой              | War                   | Халид                 |
| 2020 | ф | Бунтарь 3        | Baaghi 3              | Ронни                 |

### Как актёр в клипах
| Год  | Клип                                  | Исполнитель                   |
| ---- | ------------------------------------- | ----------------------------- |
| 2015 | Zindagi Aa Raha Hoon Main             | Атиф Аслам                    |
| 2015 | Chal Wahan Jaate Hain (с Крити Санон) | Ариджит Сингх                 |
| 2016 | Befikra (с Дишей Патани)              | Meet Bros, Aditi Singh Sharma |

## Награды и номинации
| Награды и номинации | Награды и номинации                      | Награды и номинации                            | Награды и номинации | Награды и номинации | Награды и номинации |
| Год                 | Премия                                   | Категория                                      | Фильм               | Результат           | Ссылки              |
| ------------------- | ---------------------------------------- | ---------------------------------------------- | ------------------- | ------------------- | ------------------- |
| 2014                | Stardust Awards                          | Супер-звезда завтрашнего дня — мужчины         | Право на любовь     | Победа              | [ 33 ]              |
| 2014                | Star Guild Awards                        | Лучшая дебютная мужская роль                   | Право на любовь     | Победа              | [ 34 ] [ 35 ]       |
| 2015                | Премия международной академии кино Индии | Звездный мужской дебют года                    | Право на любовь     | Победа              | [ 36 ]              |
| 2015                | Life Ok Screen Awards                    | Самый многообещающий новичок — мужчины         | Право на любовь     | Победа              | [ 37 ]              |
| 2015                | Filmfare Awards                          | Filmfare Award за лучшую дебютную мужскую роль | Право на любовь     | Номинация           | [ 38 ]              |